# Montmeillant
 Montmeillant  es una población y comuna francesa, en la región de Champaña-Ardenas, departamento de Ardenas, en el distrito de Rethel y cantón de Chaumont-Porcien.
Está integrada en la Communauté de communes des Crêtes Préardennaises.

## Demografía
| 117 | 122 | 105 | 82 | 87 | 84 |
| Para los censos de 1962 a 1999 la población legal corresponde a la población sin duplicidades (Fuente: INSEE [Consultar]) |     |     |    |    |    |